# Płast

Lilijka Płasta

Płast (Płast – Narodowa Organizacja Skautowa Ukrainy, ukr. Пласт – Національна скаутська організація України) – największa organizacja wychowawcza dzieci i młodzieży na Ukrainie.
Jest wychowawczym, patriotycznym, dobrowolnym i samorządnym stowarzyszeniem, otwartym dla wszystkich bez względu na pochodzenie, rasę czy wyznanie. Głównym celem działania Płastu jest wspieranie wychowania płastunów i płastunek – stwarzanie warunków do wszechstronnego rozwoju człowieka.
Nazwa organizacji pochodzi od płastunów – zwiadowców w wojskach kozackich, a wymyślił ją Iwan Boberski.

## Historia
Pierwsze zainteresowania skautingiem poczęły się rozwijać wśród Ukraińców w latach 1909–1910. We współczesnej historii ruchu skautowego na Ukrainie uważa się, że współzałożycielami pierwszych drużyn płastowych na zasadach własnej specyfiki narodowej i kulturowej, byli dr. Ołeksandr Tysowskyj, Iwan Czmoła oraz Petro Franko. Owi założyciele badając dorobek Roberta Baden-Powella, twórcy skautingu i autora książki Scouting for boys, w 1911 roku zastanawiali się nad zaszczepieniem ruchu skautowego wśród młodzieży ukraińskiej.
Już 12 kwietnia 1912 roku chłopcy z I kurenia (drużyny) im. Piotra Konaszewicza-Sahajdacznego w Gimnazjum Akademickim we Lwowie złożyli pierwsze Przyrzeczenie Skautowe. Właśnie tę datę uważa się za narodziny Płastu.
Na początku I wojny światowej organizacja liczyła około 30 drużyn-kureni na obszarze całej Galicji Wschodniej. Podczas tej wojny płastuni walczyli jako żołnierze Ukraińskich Strzelców Siczowych, Ukraińskiej Armii Galicyjskiej, byli współorganizatorami Ukraińskiej Republiki Ludowej oraz Zachodnioukraińskiej Republiki Ludowej.

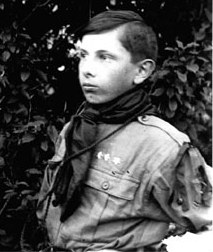
Młody Stepan Bandera w mundurze Płastu w 1923 r.

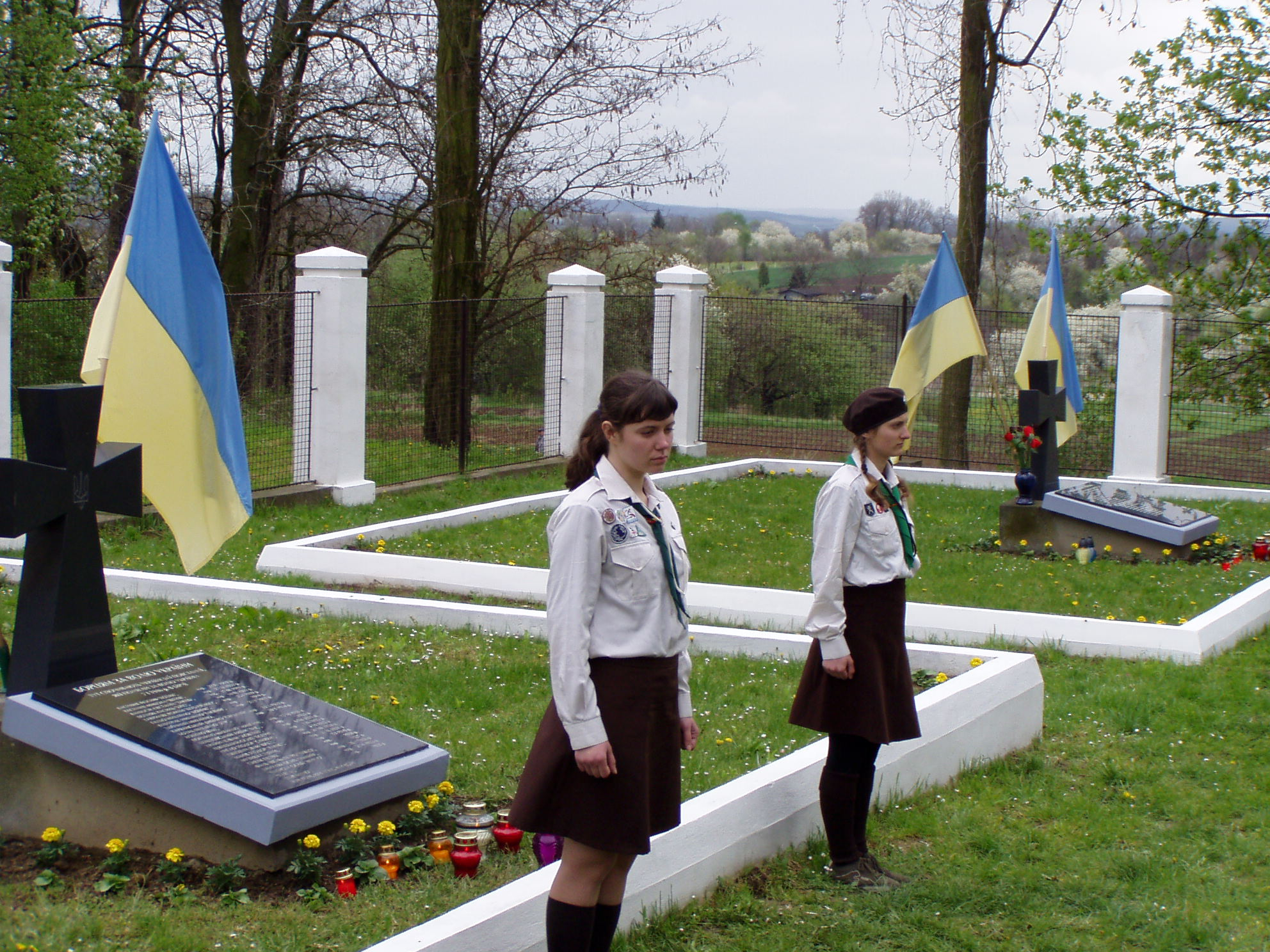
Warta honorowa ukraińskich płastunek przed grobem członków (USS i UPA) w Pikulicach w dniu 29 kwietnia 2007 w rocznicę akcji „Wisła”

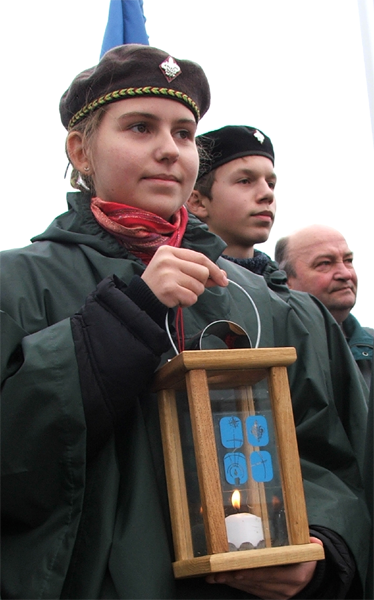
Płastunka z Betlejemskim światłem pokoju na granicy ukraińsko-polskiej

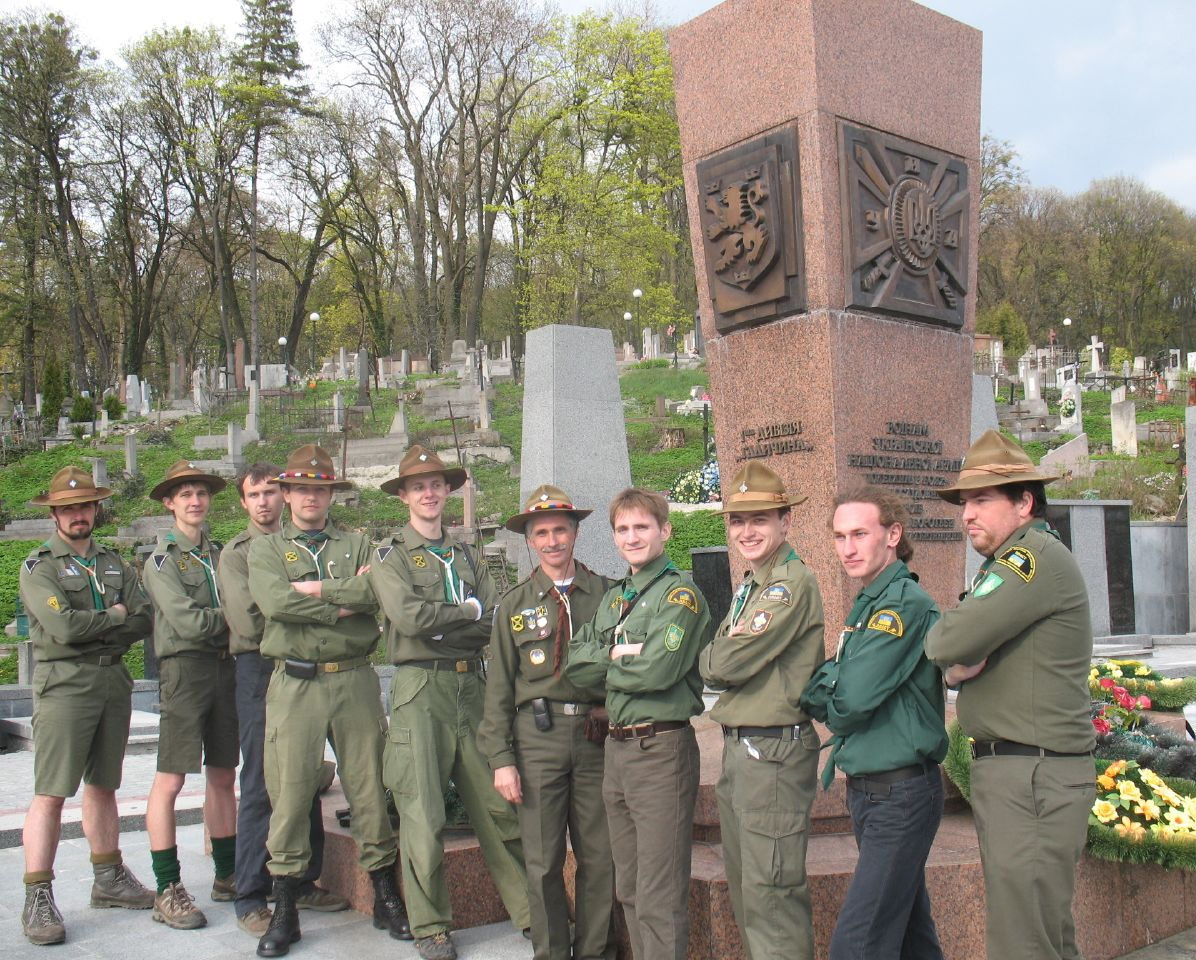
Ukraińscy płastowcy przy pomniku 14 Dywizji Grenadierów SS we Lwowie

Po upadku państwowości URL w 1921 r. drużyny płastowe na Ukrainie sowieckiej istniały jeszcze pewien czas, jednak po utworzeniu Ukraińskiej Republiki Radzieckiej ich członkowie zmuszeni byli przejść do nowo utworzonych pionierów, zaś istnienie Płastu jako organizacji zostało zakazane. W tych okolicznościach w okresie międzywojennym Płast rozwijał się wyłącznie na terenach poza granicami ZSRR (głównie w Polsce: w Galicji Wschodniej i na Wołyniu, a także na obszarze rumuńskiej Bukowiny, na ziemiach Preszowszczyzny i Zakarpacia). Tu praktycznie w każdym mieście lub wsi powstały drużyny „Płasta”, działając przy szkołach, gimnazjach, cerkwiach, oddziałach Towarzystwa „Proswita”. Płastuni brali udział w organizacji obozów wędrownych i stacjonarnych. Największy z takich obozów odbywał się na górze Sokół na ziemiach podarowanych przez metropolitę Andrzeja Szeptyckiego. Później wybudowane zostało tam centralne osiedle płastowe w Karpatach.
W związku z powiązaniem „Płasta” z ukraińskim ruchem narodowym i jego programem politycznym działalność „Płasta” w II Rzeczypospolitej napotkała na ograniczenia ze strony polskich władz państwowych. W roku 1928 Płast został zakazany na Wołyniu, a dwa lata później (w okresie tzw. pacyfikacji 1930 roku) w Galicji. Od tego czasu skauci ukraińscy zmuszeni byli do prowadzenia działalności nielegalnej, co tym bardziej zbliżało w latach 30. XX w. działaczy Płastu do powstałej właśnie OUN. Młodzieży ukraińskiej zainteresowanej skautingiem proponowano wstępowanie do Związku Harcerstwa Polskiego z prawem do posługiwania się w drużynach własnym językiem narodowym, jednak skauci ukraińscy z niechęcią odnieśli się do tej inicjatywy i w przeważającej większości pozostali w „Płaście” działającym od tej pory jako nielegalna organizacja. Organizacja skautingu ukraińskiego mogła w konsekwencji działać legalnie w latach 30. XX wieku jedynie na należącej do Czechosłowacji Rusi Zakarpackiej, jednak po rozpadzie Czecho-Słowacji i zajęciu Rusi Karpackiej przez Węgry w marcu 1939 r. została ona zakazana i na tych terenach. Władze Rzeczypospolitej, po częściowym wygaśnięciu ukraińskich akcji terrorystycznych, zgodziły się na legalizację innego ukraińskiego Towarzystwa Gimnastyczno-Sportowego: „Łuh”, którego działalność również polegała na rozwoju sportu i świadomości narodowej, co w pewien sposób rekompensowało młodzieży ukraińskiej dostęp do inicjatyw narodowo-sportowych. Nieudane próby odnowienia działalności Płastu były podejmowane w czasach okupacji niemieckiej na terenie Generalnego Gubernatorstwa.
Po II wojnie światowej wielu Ukraińców znalazło się w obozach DP na terenach zachodnich stref okupacyjnych Austrii i Niemiec. Właśnie tu rozpoczął się kolejny etap w rozwoju ukraińskiej organizacji skautowej Płast. Płastuni odnawiali drużyny skautowe i wydawali czasopisma. Centrum Płastu w tym czasie mieściło się w Monachium.
Przez kilka lat Ukraińcy, a w tym i płastuni, emigrowali do innych państw, zwłaszcza do krajów Europy Zachodniej i Ameryki Północnej. Na początku lat 50. przedstawicielstwa Płastu istniały już w sześciu państwach. Na ich podstawie w 1954 r. została powołana Konferencja Ukraińskich Organizacji Płastowych dla zachowania jednolitości organizacji oraz dawnych tradycji skautingu ukraińskiego. Do jej obowiązków włączono prawo wyboru przedstawicieli do światowego zarządu Płastu oraz koordynacja działalności poszczególnych organizacji krajowych na najwyższym poziomie.

## Współczesność
Po upadku Związku Radzieckiego i utworzeniu niepodległej Ukrainy pojawiły się warunki do odnowienia działalności Płastu. Dzięki systematycznej pomocy diaspory oraz nieodzownej pracy poszczególnych osób z Ukrainy, w grudniu 1990 roku oficjalnie utworzono pierwszy ośrodek odrodzonego Płastu na Ukrainie – we Lwowie. Obecnie lwowski ośrodek Płastu pozostaje największym skupiskiem skautów-płastunów na Ukrainie i liczy ponad 1000 osób.

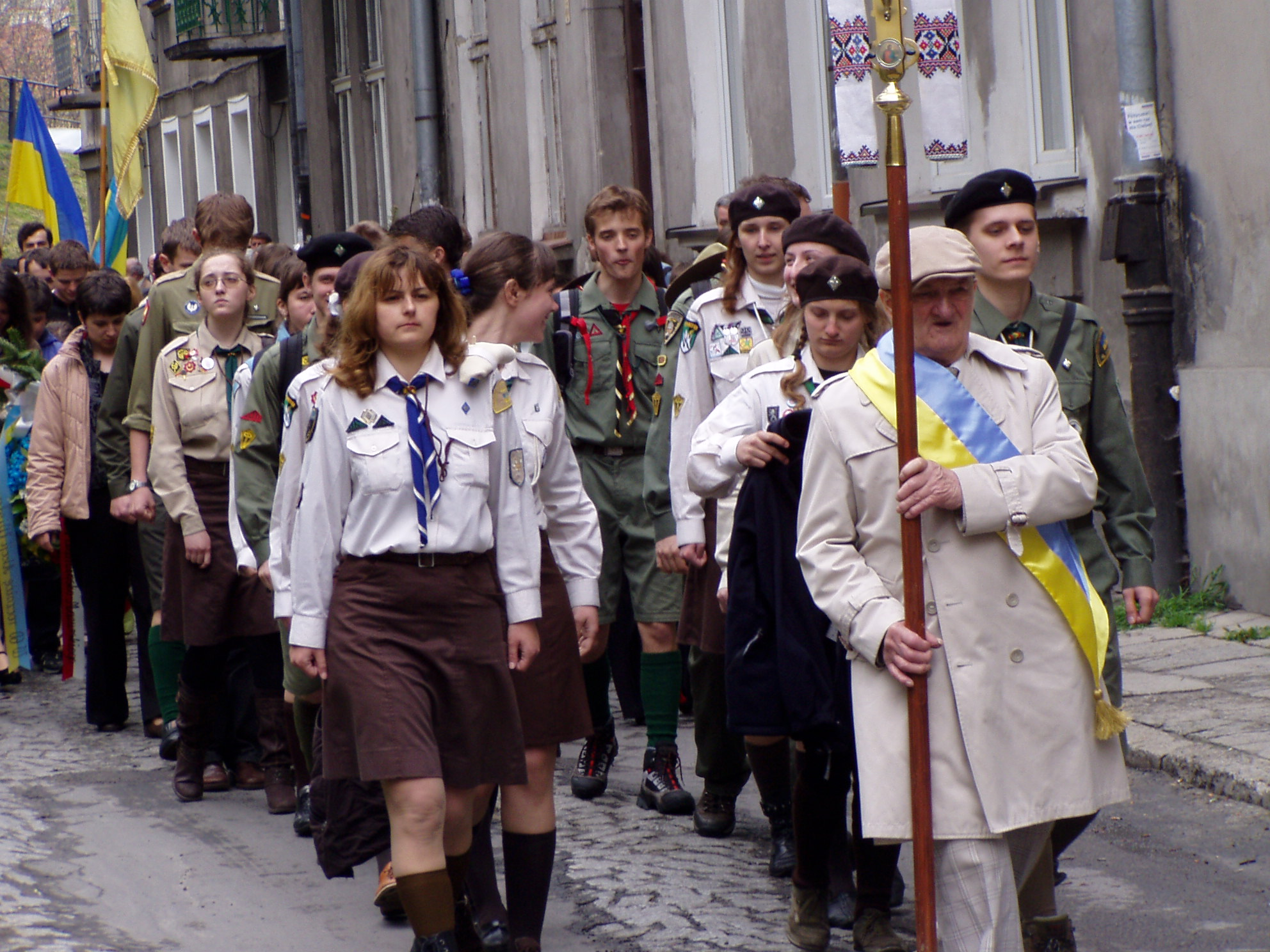
Marsz ukraińskich płastowców w Przemyślu w dniu 29 kwietnia 2007 upamiętniający 60 rocznicę akcji „Wisła”, marsz prowadzi weteran UPA

Co roku Płast organizuje na Ukrainie wiele akcji, z których część już stała się wizytówką płastowej działalności – coroczna akcja Betlejemskie Światło Pokoju (wspólną z ZHP), charytatywne akcje na Boże Narodzenie, Dzień św. Mikołaja, Festiwal Sztuki Płastowej „Dzień Płastuna”, Festyny Płastowej twórczości „Orłykiada”. Organizuje również obozy: zimowe (narciarskie), oraz letnie (wędrowne, wodne, rowerowe, alpinistyczne itd.), w których bierze udział do 10 tys. osób.
Oficjalne ośrodki ukraińskiej organizacji skautowej Płast istnieją w dziewięciu państwach świata – na Ukrainie, Stanach Zjednoczonych, Argentynie, Australii, Kanadzie, Niemczech, Polsce, Słowacji, Wielkiej Brytanii. Również pewne niewielkie oddziały płastowe istnieją niemal we wszystkich państwach Europy oraz największych państwach świata.
Płast działa obecnie również w Polsce. Przedstawicielstwo organizacji znajduje się w Warszawie. Jest jednym z sygnatariuszy Porozumienia Młodych Euroregionu BUG.